# Hilde Glomsås
Hilde Glomsås (ur. 26 kwietnia 1978) – norweska biegaczka narciarska, dwukrotna medalistka mistrzostw świata juniorów.

## Kariera
Po raz pierwszy na arenie międzynarodowej pojawiła się w lutym 1996 roku podczas mistrzostw świata juniorów w Asiago. Zajęła tam piąte miejsce w sztafecie i siódme w biegu na 5 km techniką klasyczną. Na rozgrywanych rok później mistrzostwach świata juniorów w Canmore wywalczyła brązowy medal w sztafecie. Ponadto na mistrzostwach świata juniorów w Pontresinie w 1998 roku zwyciężyła na dystansie 15 km stylem klasycznym.
W zawodach Pucharu Świata zadebiutowała 22 listopada 1997 roku w Beitostølen, gdzie zajęła 35. miejsce w biegu na 5 km stylem klasycznym. Pierwsze pucharowe punkty zdobyła 19 grudnia 1998 roku w Davos, zajmując piętnaste miejsce w biegu na 15 km klasykiem. Najlepszy wynik w zawodach tego cyklu osiągnęła 12 stycznia 2000 roku w Novym Měscie, gdzie rywalizację w biegu na 10 km stylem klasycznym ukończyła na dwunastej pozycji. W klasyfikacji generalnej sezonu 1998/1999 zajęła 31. miejsce.
W 1999 roku wystąpiła na mistrzostwach świata w Ramsau, gdzie była siódma na dystansie 30 km stylem klasycznym. Był to jej jedyny start na zawodach tej rangi. Nigdy nie wzięła udziału w igrzyskach olimpijskich.

## Osiągnięcia

### Mistrzostwa świata
| Miejsce | Dzień     | Rok  | Miejscowość | Konkurencja             | Czas biegu | Strata  | Zwyciężczyni    |
| ------- | --------- | ---- | ----------- | ----------------------- | ---------- | ------- | --------------- |
| 7.      | 27 lutego | 1999 | Ramsau      | 30 km stylem klasycznym | 1:29:19,9  | +2:44,1 | Łarisa Łazutina |

### Mistrzostwa świata juniorów
| Miejsce | Dzień       | Rok  | Miejscowość | Konkurencja             | Wynik     | Strata  | Zwyciężczyni      |
| ------- | ----------- | ---- | ----------- | ----------------------- | --------- | ------- | ----------------- |
| 7.      | 31 stycznia | 1996 | Asiago      | 5 km stylem klasycznym  | 15:01,8   | +44,6   | Maija Puukilainen |
| 5.      | 2 lutego    | 1996 | Asiago      | Sztafeta 4x5 km         | 1:01:49,8 | +1:14,2 | Rosja             |
| 11.     | 12 lutego   | 1997 | Canmore     | 5 km stylem klasycznym  | 14:28,7   | +45,2   | Kristina Šmigun   |
| 3.      | 14 lutego   | 1997 | Canmore     | Sztafeta 4x5 km         | 57:18,7   | +26,5   | Włochy            |
| 6.      | 23 stycznia | 1998 | Pontresina  | Sztafeta 4x5 km         | 1:02:11,7 | +2:14,6 | Szwecja           |
| 1.      | 25 stycznia | 1998 | Pontresina  | 15 km stylem klasycznym | 48:25,6   | -       | -                 |

### Puchar Świata

#### Miejsca w klasyfikacji generalnej
- sezon 1998/1999: 31.
- sezon 1999/2000: 48.

#### Miejsca na podium zawodów PŚ
Glomsås nigdy nie stanęła ma podium zawodów PŚ.